# Wilhelm Ackermann (Pfarrer)
Wilhelm August Ackermann (* 28. Mai 1758 in Stollberg/Erzgeb.; † 22. Juni 1825 in Auerbach/Vogtl.) war ein sächsischer Oberpfarrer und Schulinspektor, der sich auf pädagogischem und sozialem Gebiet verdient gemacht hat.

## Leben
Ackermann, Sohn des Sattlers Bartholomäus Ackermann, besuchte zunächst die Schule in Stollberg und erhielt 1772 eine Freistelle an der Fürstenschule Pforta, die er 1778 als Zweitbester verließ. Nach einigen Monaten als Hauslehrer ging er 1779 zum Studium an die Universitäten Leipzig und Wittenberg. An letztgenannter Universität erlangte er 1785 den Magisterabschluss. Bereits ein Jahr nachdem er nach seiner Ordination am 31. August 1786 die Stelle als Sub-Diakon in Weißenfels mit Aussicht auf Übernahme des Rektorats des dortigen Gymnasiums angetreten hatte, zeigte er dieser Stadt den Rücken und ging Ende 1787 als Oberpfarrer nach Auerbach/Vogtl., wo er bis zu seinem Lebensende wirkte.

## Schriften (Auswahl)
- (Mitautor): An Herrn Magister Carl Friedrich Lohdius berufenen Diaconus zu Grimma. Leipzig 1780.
- (Mitautor): Unserm Döring bey Seiner Magisterpromozion. Leipzig 1781.
- (Mitautor): Unserm Freunde Herrn Sonnenkalb bey Seinem Abschiede aus Leipzig. Leipzig 1782.
- (Mitautor): Unserm lieben Dreßler am Tage Seiner Doctorpromotion. Leipzig 1782.
- (Mitautor): Unserm Heinsen bey Seinem Abschiede von Leipzig. Leipzig 1783.
- (Mitautor): Unserm Kunze an Seinem Disputationstage. Leipzig 1783.
- Was man im Ehestanden erwarten und nicht erwarten darf. Weißenfels 1792.
- Vom Berufe und Stand des Soldaten. Leipzig 1797.